# Gonçalo Duarte Amaral Sousa
Gonçalo Duarte Amaral Sousa (sinh ngày 19 tháng 4 năm 1998) là một cầu thủ bóng đá người Bồ Đào Nha thi đấu cho Académico de Viseu F.C., ở vị trí tiền vệ.

## Sự nghiệp bóng đá
Vào ngày 12 tháng 5 năm 2018, Duarte có màn ra mắt cho Académico Viseu trong trận đấu tại LigaPro 2017–18 trước Santa Clara.